# Кремер Ізабелла Яківна
Ізабелла Яківна Кремер (більше відома як Іза Кремер; 21 жовтня 1887, Бєльці, Бессарабська губернія — 7 липня 1956, Кордова, Аргентина) — співачка, артистка опери й оперети.

## Біографія
Іза Кремер народилася в Бєльцах в сім'ї Якова Кремера і Анни Розенбліт. У Ізабелли з ранніх років виявилися музичні здібності. Першу пісню на їдиш почула в колисці з вуст своєї матері. Коли їй було п'ять, захопилася єврейської весільною музикою, а в юності писала вірші про злидні свого народу. Тридцять років потому Іза Кремер стане першою співачкою, яка почала співати на їдиш зі сцени.
У 1911 р. була опублікована повість Шолом-Алейхема «Вибрані (З життя маленьких людей)» (рос. «Избранные (Из жизни маленьких людей)») у перекладі з їдишу на російську мову Ізи Кремер (в журналі – Креймер), яка увійшла до першої книги журналу «Современник» (1911. Січ. С. 119–154) . А. В. Амфітеатров, за найближчої участі якого видавався цей журнал, так писав про Ізу Креймер Шолом-Алейхему 21 листопада 1910 р.:
"Приємно було б отримати Ваше оповідання, яке іде в першу книжку. <...> Надішліть в оригіналі. У мене є дуже хороша перекладачка, яку я хочу випробувати на Вашому оповіданні". (Переклад с російської).
Незважаючи на сімейні труднощі, батьки вкладають в музичний розвиток дочки. З 1912 року вона протягом двох років в Мілані навчається співу у відомого педагога Луїджі Ронці, виступає в невеликих театрах, потім повертається на батьківщину. Її запрошують в Одесу, де вона дебютує в опері Пуччіні «Богема». Потім слідує партія Віолетти в «Травіаті».
Виступала в Одесі, Петрограді, Москві. Іноді в цих містах Кремер виступала і в оперетах. Серед оперет, в яких вона брала участь, були «Бідний студент», «Ідеальна дружина», «Нарешті один», «Польська кров». Після революції, в 1919 році, Іза Яківна Кремер, разом зі своїм чоловіком, редактором «Одеських новин» Хейфецом, емігрує у Францію. Пізніше, залишивши чоловіка, вона гастролюючи по багатьом країнам світу, здобуває світову популярність, не тільки як прекрасна виконавиця пісень і романсів, але й завойовує славу як кіноактриса. Під час громадянської війни публікувалися неправдиві повідомлення про її смерть.
У 1923 році, незважаючи на антисемітські виступи і погрози смерті на її адресу, Іза Кремер дала концерт для євреїв Варшави. У 1933 році приїхала в Німеччину, щоб виступити в Товаристві єврейської культури. Співачка дала безліч концертів в підтримку іспанських республіканців.
У 1934 році, під час свого чергового турне по Південній Америці Іза познайомилася з Грегоріо Берманном, педагогом за фахом і соціалістом за переконанням. Дев'ять років потому вони уклали шлюб за довіреністю в Мексиці.
На початку грудня 1943 р. Іза Кремер разом з Морісом Шевальє, Марлен Дітріх і Вадимом Козіним виступила у концерті для учасників Тегеранської конференції.
Під час Другої світової війни в Аргентині, де уряд таємно підтримував нацистів, Кремер давала концерти, збір від яких йшов на користь союзників. 19 листопада 1944 року Іза Кремер дала концерт у Карнегі-холі (Нью-Йорк).
У березні 1946 року на фірмі «Сева рекорд» вийшли нові грамофонні платівки Ізи Кремер — «популярні пісні єврейською мовою».
25 квітня 1947 року в залі «Таймс-хол» відбувся концерт Ізи Кремер, що регулярно приїжджала до Нью-Йорка з Ріо-де-Жанейро, де тоді проживала співачка.
Через свою активну громадську діяльність в Аргентині, де Іза жила з чоловіком, подружжя постраждало: Берманн втратив роботу, а Ізу відлучили від великих залів. Але вони залишилися вірними своїм ідеалам миру і справедливості. Іза Кремер передавала кошти від своїх концертів жертвам Голокосту, дала концерт в підтримку держави Ізраїль, яка щойно з’явилась. Все це призвело до того, що в останні роки її кар'єри в Аргентині співачку практично не було чути — її всіляко замовчували. У 1956 році лікарі діагностували у Ізи Кремер запущений рак шлунка. Вона, вступивши в товариство аргентино-радянської дружби, навіть готувалася приїхати на батьківщину, але за кілька днів до запланованого від'їзду її не стало. Ще в тридцяті роки співала вона драматичну пісню «Росія» Філарета Чернова — про глибоку тугу за батьківщиною.
Знамениту пісню «Майн штэйтэлэ Бэлц» (Мій штетл Бєльці) на їдиші написали спеціально для Ізи Кремер поет Яків Якобс і композитор Олександр Ольшанецький. Вона ж вперше і виконала цю пісню в опереті «Дос лід фун гето» (Пісня з гетто), поставленої в Нью-Йорку в 1932 році.